# Gutzwiller (village disparu)
Ne doit pas être confondu avec Guntzviller.
Gutzwiller était un village de 193 ha de la région du Sundgau en Alsace, qui était situé entre Kœtzingue et Magstatt-le-Bas, dans le département actuel du Haut-Rhin. Il était à proximité d'une voie romaine reliant Kembs à Friesen

## Histoire
Probablement d'origine romaine, le village était, au XIIe siècle, la possession du couvent de Saint-Alban de Bâle. Plusieurs hypothèses ont été émises quant à la cause de sa disparition, dont on ignore précisément la date :
1. le grand tremblement de terre de 1356, qui détruisit une grande partie de la ville de Bâle, mais toucha également le Sundgau ;
2. une épidémie de peste,
3. les Armagnacs engagés pour la bataille de Saint-Jacques-sur-la-Birse en 1444,
4. ou des hommes d'armes privés de revenus, lors d'une trêve durant la guerre de Cent Ans qui auraient égorgé tous les hommes du village en 1439.

Le village de Gutzwiller ne payait plus le cens et avait, par conséquent, déjà disparu en 1489, ce qui rend peu probable la dernière hypothèse parfois évoquée, à savoir l'intervention des Suédois durant la guerre de Trente Ans au XVIIe siècle.
Le ban communal resta en indivision entre les communes voisines jusqu'à la Révolution française. Il fut rattaché à Magstatt-le-Haut en 1790 puis à Koetzingue en 1793 ce qui fut la cause d'un procès entre 1816 et 1819 à l'issue duquel Koetzingue conserva le territoire.
En 1972, le site est évoqué pour accueillir l'écomusée d'Alsace qui sera finalement réalisé à Ungersheim en 1980.

## Légendes
Les vestiges de constructions, ainsi que des pièces de monnaie romaines dont un Néron en or vers 1850 , alimentent la légende populaire selon laquelle il existait entre les villages de Magstatt-le-Bas et Magstatt-Le-Haut, une agglomération dont les 2 villages étaient les faubourgs.
Selon une autre légende, les habitants auraient eu le temps de mettre à l'abri la cloche d'argent de leur église avant la destruction, et celle-ci se remettrait à sonner certaines nuits de Noël.

## Toponymie
Mentionné comme Guezwilre ou Cruzwilre au XIIe siècle , le toponyme signifie « la ferme de Gunzo » (dérivé du prénom Günther ou de son équivalent français Gonthier). Le nom Gutzwiller et son dérivé (Goutzwiller) est encore porté de nos jours comme patronyme par des familles originaires du lieu et par le ruisseau qui traversait l'agglomération.

## Sources
- Hervé de Chalendar, série Villages disparus publiée dans le journal L'Alsace en 2012.